# ایستگاه راه‌آهن بندر ترکمن
ایستگاه راه‌آهن بندر ترکمن یک ایستگاه راه‌آهن در شهر بندر ترکمن، ایران است.
این ایستگاه در تاریخ سوم شهریور ۱۳۱۷ به‌عنوان شمالی‌ترین ایستگاه راه‌آهن سراسری ایران افتتاح شد، همچنین در تاریخ ۹ آبان ۱۳۳۹ خط راه‌آهن از این ایستگاه به شهر گرگان ادامه پیدا کرده و تحت عنوان راه‌آهن بندر ترکمن-گرگان به بهره‌برداری رسید.
ایستگاه بندر ترکمن در سال ۱۳۹۷ با شماره ۳۱۹۰۶ در فهرست آثار ملی ایران به ثبت رسید.